# おもかげ (映画)
『おもかげ』（Madre）は2019年のスペイン・フランスのドラマ映画。
監督はロドリゴ・ソロゴイェン、出演はマルタ・ニエトとジュール・ポリエなど。
前夫と旅行中の6歳の息子が突然失踪してから10年後、わが子の面影を宿す少年と巡り会った母親の運命を描いている。
第91回アカデミー賞の短編実写賞にノミネートされた2017年の短編映画『Madre』をオープニングシーンとして使用し、息子を失った女性の「その先」の物語を描いた長編映画。
もとになった短編映画に引き続き主演したマルタ・ニエトが第76回ヴェネツィア国際映画祭のオリゾンティ部門で主演女優賞を受賞している。

## ストーリー
スペインの自宅にいたエレナは別れた夫ラモンと旅行中の6歳の息子イバンからの電話を受け取る。父親とはぐれたと言うイバンの居場所を何とか突き止めようとするエレナだったが、フランスのどこかの海辺ということ以外に何もわからず、さらに見知らぬ男に何らかの危害が加えられた可能性を示唆したまま電話は切れ、イバンはそのまま消息不明となる。
10年後、イバンが消息を絶ったフランスの海辺で、レストランの店長として働いているエレナは、イバンの面影がある少年ジャンと出会う。エレナは密かにジャンのあとをつけ、彼が裕福な両親のもと、兄ブノワや弟バンジャマンと幸せに暮らしていることを知り、その場を後にする。しかし、ジャンはエレナにつけられていたことに気づいており、これをきっかけにエレナとジャンは友人として親しく付き合うようになる。一方、エレナを支えてきた婚約者のヨセバは、ジャンがイバンに似ていることに気づきながらも、黙って2人の関係を見守る。ところが、海辺で開かれた祭りの夜、泥酔したジャンをエレナが深夜に送り届けたことから、ジャンの両親はエレナと付き合うことを禁じ、ジャンを家に閉じ込める。ジャンから助けを求めるメッセージを受け取ったエレナはジャンのもとに駆けつけるが、これによってジャンの両親や兄ブノワから猛烈な怒りを買って追い出され、その際に怪我をする。この事態に、ヨセバはエレナとの同居の予定を早め、彼女の引越しの準備を進める。
エレナの引っ越しの日、彼女のもとにジャンから助けを求める電話が来る。ジャンは家族とパリの自宅に戻る途中で逃げ出し、道に迷ったのである。ヨセバは警察や両親に連絡すべきだと言うが、エレナは頑なにジャンを捜したいと言い張る。そんなエレナにヨセバは別れを告げて車のキーを渡す。
再会したエレナとジャンは強く抱きしめ合う。そしてジャンは両親のもとに帰り、エレナは誰も待っていない自宅に戻ると、恨み続けてきた元夫ラモンに電話をかける。

## キャスト
- エレナ: マルタ・ニエト（スペイン語版）
- ジャン: ジュール・ポリエ - エレナの10年前に失踪した息子イバンの面影を宿す少年。
- ヨセバ: アレックス・ブレンデミュール - エレナの婚約者。
- レア: アンヌ・コンシニ - ジャンの母親。
- グレゴリー: フレデリック・ピエロ（フランス語版） - ジャンの父親。
- ラモン: ラウール・プリエト - エレナの元夫。イバンの父親。

## 作品の評価

### 映画批評家によるレビュー
アロシネによれば、フランスの32のメディアによる評価の平均点は5点満点中3.6点である。
Rotten Tomatoesによれば、25件の評論のうち高評価は92%にあたる23件で、平均点は10点満点中7.4点となっている。
Metacriticによれば、4件の評論の全てが高評価で、平均点は100点満点中73点となっている。

### 受賞歴
映画公式ウェブサイトより。
| 賞                                   | 部門                                         | 対象                                          | 結果       |
| ------------------------------------ | -------------------------------------------- | --------------------------------------------- | ---------- |
| ヴェネツィア国際映画祭（2019）       | オリゾンティ部門作品賞                       |                                               | ノミネート |
| ヴェネツィア国際映画祭（2019）       | オリゾンティ部門女優賞                       | マルタ・ニエト                                | 受賞       |
| セビリア・ヨーロッパ映画祭（2019）   | 金ヒラルディージョ賞                         |                                               | ノミネート |
| セビリア・ヨーロッパ映画祭（2019）   | 主演女優賞                                   | マルタ・ニエト                                | 受賞       |
| サン・ジョルディ賞（2020）           | 主演女優賞                                   | マルタ・ニエト                                | 受賞       |
| ホセ・マリア・フォルケ賞（2020）     | 主演女優賞                                   | マルタ・ニエト                                | 受賞       |
| スペイン映画作家サークル賞（2020）   | 主演女優賞                                   | マルタ・ニエト                                | 受賞       |
| スペイン映画作家サークル賞（2020）   | 脚色賞                                       | - ロドリゴ・ソロゴイェン - イサベル・ペーニャ | ノミネート |
| モンペリエ地中海国際映画祭（2019）   | 長編コンペティション部門スペシャルメンション |                                               | 受賞       |
| ハイファ国際映画祭（2019）           | 外国語映画賞                                 |                                               | ノミネート |
| スペイン俳優組合賞（2020）           | 主演女優部門                                 | マルタ・ニエト                                | ノミネート |
| ゴヤ賞（2020）                       | 主演女優賞                                   | マルタ・ニエト                                | ノミネート |
| ゴヤ賞（2020）                       | 脚色賞                                       | - ロドリゴ・ソロゴイェン - イサベル・ペーニャ | ノミネート |
| ゴヤ賞（2020）                       | 編集賞                                       | アルベルト・デル・カンポ                      | ノミネート |
| ガウディ賞（2020）                   | 助演男優賞                                   | アレックス・ブレンデミュール                  | ノミネート |
| フォトグラマス・デ・プラータ（2020） | ベスト・ムービーアクトレス                   | マルタ・ニエト                                | ノミネート |
| フェロス賞（2020）                   | 主演女優賞                                   | マルタ・ニエト                                | ノミネート |
| ASECAN賞（2020）                     | 作品賞                                       |                                               | ノミネート |
| ヨーロッパ映画賞（2020）             | 女優賞                                       | マルタ・ニエト                                | ノミネート |